# 美樹沙耶香
美樹沙耶香（日语：／ Miki Sayaka ?）為日本電視動畫《魔法少女小圓》的女主角之一。美樹沙耶香亦在動畫電影《劇場版 魔法少女小圓》、若干衍生漫畫以及同名衍生商品中登場。日語版動畫的配音員是喜多村英梨。舞台劇真人演員為金村美玖（平假名櫸坂46）。

## 設計
編劇虛淵玄根據典型的「虛淵式角色」創造了美樹沙耶香。虛淵表示，沙耶香擁有「最使人愉快」的故事線，是他最喜歡的角色。導演新房昭之曾為沙耶香的嚴酷命運感到不平，希望虛淵調整劇本，但虛淵以「她的死亡對故事總體不可或缺」果斷拒絕。新房表示尊重之餘，仍相信沙耶香的遭遇「對於一名年輕中學生是過重的負擔」。虛淵曾在《Newtype雜誌》的訪談中說，劇中的小白臉電車對話，是他實際上的親身見聞：「我坐在一輛滿員電車上，我面前的兩個人進行著那種談話」 。
虛淵表示，即使沙耶香大方示愛，她也不會對上條恭介感到真正滿意。但沙耶香在劇中結局的願望是純粹的，他說：「你們（大多）誤解了她。（最後一集）不是說沙耶香註定死亡，而是沙耶香犧牲性命幫助恭介的故事」，沙耶香說「只想再次聆聽恭介的演奏」是真心的，沒有其他意思。虛淵意圖發展的另一面向，是沙耶香與魔法少女對手佐倉杏子的衝突，他說：「杏子殺死了自己與沙耶香，因他們所犯的錯誤『完全一樣』」 。在［新篇］叛逆的物語結局的新世界中，虛淵描述沙耶香成為「一名孤獨的英雄」，將是拯救世界的唯一希望。
沙耶香的日語版配音員由喜多村英梨擔綱，喜多村表示，沙耶香是她所扮演過「最貼近現實的角色」，也是一名具有「強烈正義感」的魔法少女。新房評論道，喜多村對這位痛苦少女的詮釋非常棒，喜多村也不相信沙耶香就這樣死了。英語版配音員Sarah Williams認為沙耶加的個性「具有男子氣概，非常開朗和樂觀」「有些幼稚」。Williams認為沙耶香「與自己有點像」「（沙耶香）就像我自己的一部分朝著不同的方向前進」。
美樹沙耶香的外表看似男孩，但是內心相當少女情懷。為了表達這些雙重性質，人物設定原案蒼樹梅將頭髮的長度繪製成左右不對稱。展現女性氣質的右側頭髮較長，但是裙子比較短，而男性化的左側頭髮較短，但是裙子較長。美樹沙耶香平時使用黃色的髮夾，變身後則無任何髮飾（電視動畫版），但在劇場版加入了音樂符號的造型髮飾。

## 特色
美樹沙耶香是鹿目圓最要好的同班同學，頭髮呈現藍色。美樹沙耶香与天才小提琴少年上條恭介是青梅竹马，後來为了治愈他受傷的左手而與丘比（QB）交換契約，成为魔法少女。她成为魔法少女後以劍士的形象出現，以近距離戰鬥為主，武器是被配戴拳套的西洋劍（漫画中为西洋剑），但也能投擲刀劍，具有遠距離攻擊的能力（例如第5話），也能夠使用劍身可以鬆脫成若干節段的蛇腹劍。虛淵將她設計成具有強韌機動力的魔法少女。戰鬥時可變出圓形琴譜，當跳躍的平台。由於美樹沙耶香許下的願望與治愈有關，所以受到傷害時的治癒及恢復力都極高，雖然戰鬥技巧並不出色，但是活力十足。美樹沙耶香持有的靈魂寶石（soul gem）是藍色，變身後呈新月形狀鑲嵌在肚子上。
美樹沙耶香是沒有天份、經驗不足的魔法少女，但維持了對魔女戰鬥的不敗紀錄，只有其他魔法少女們曾打敗美樹沙耶香。動畫版共遭遇15場戰鬥或衝突，涵蓋隻身戰鬥11次，其中勝利7次、中斷5次、敗北3次。
在《魔法少女小圓》的系列作品中，存在著魔法少女「魔女化」的設定，美樹沙耶香的魔女型態是人魚的魔女。

## 劇情

### 魔法少女小圓
與鹿目圓一同踏入魔法少女的世界。專情地暗戀青梅竹馬上條恭介，為了幫助左手遭到不治重傷而被迫放棄小提琴演奏家夢想的恭介，在巴麻美死後，與丘比（QB）交換契約成為魔法少女。但不久後，沙耶香即面臨麻美生前所說的「為了別人許願的危險」。
非常尊敬為別人而死的麻美，篤信「只為別人使用魔法」的正義信念與行動準則。因此，起初對利己主義的佐倉杏子相當反感，也相當討厭曉美焰，因為沙耶香誤解焰對麻美見死不救。沙耶香成為魔法少女之初，對作戰充滿自信，是劇中負責牽引故事的「第二主角」。但不久後沙耶香得知魔法少女的部份真相，因而感到自卑，所以不敢面對上条恭介，此時好友志筑仁美又向沙耶香坦白自己對恭介的心意。得知自己的身體不再是人的真相与突如其來的三角關係后，種種打擊和內心矛盾使沙耶香越來越忧郁，心理逐渐崩溃，不再淨化靈魂寶石，也不接受圓與杏子的任何關心，持續進行消耗身心的魯莽戰鬥。自暴自棄的舉動，造成靈魂寶石急速污穢，終於轉變為悲嘆之種，實質死亡。親眼目睹悲劇的杏子，與圓聯手嘗試救回沙耶香。行動失敗後杏子發動自殺攻擊，與「人魚魔女」同歸於盡。其後，早先由杏子保存的沙耶香的遺體被世人發現，被當作離家出走衰弱而死並舉行了葬禮。沙耶香走向末路的全歷程，是故事殘酷性的象徵，而沙耶香本人則發揮了悲劇女主角的功能。
在第10話的某次過去的時間軸，沙耶香也魔女化了，此次消滅她的是焰。沙耶香的靈魂寶石變成悲嘆之種，被圓暗中保存，其後與「魔女之夜」的戰鬥敗北後，被圓取出，用來淨化焰的靈魂寶石。
在最終話的重新構築的世界中，沙耶香仍是魔法少女，與麻美、焰、杏子一同作戰，但在一場與魔獸的戰鬥中耗盡力量，自此在世間消失。儘管「許願治癒恭介的手」彷彿是沙耶香無法避免的宿命，但她對此並不後悔，在祝福仁美與恭介之後，接受「圓環之理」（円環の理；Law of Cycles）的引導，自此離世。

#### ［新篇］叛逆的物語
［新篇］叛逆的物語是發生於美樹沙耶香被圓環引導後的故事，沙耶香做為「圓環之理的隨從」戮力協助鹿目圓。劇中的任務是引導死後的曉美焰，但由於事先察覺丘比的布局以及焰的劇變，因此與蓓蓓一同負責搬運圓的記憶。沙耶香與圓、渚一行人進入焰的靈魂寶石中的魔女結界－捏造的見瀧原（偽街；false town），此地的丘比一心關注圓、焰2人的行動，給予沙耶香暗中破壞丘比企圖的餘裕，同時也配合這個世界的日常生活，等待時機。在這段日子裡，她與佐倉杏子是同居關係。
被引導後的沙耶香取得了魔女的力量，除了能召喚自己的「替身」—「人魚魔女」之外，還能透過使魔「演奏」召喚她向「被圓環之理引導的少女們」所借用的使魔群（包括有「造園」「夢」「搬運」「主張」「盲信」「室內裝飾」「同學」）。故事中盤與「胡桃鉗魔女」及其使魔大軍作戰的，就是這些魔女與使魔。最後，人魚魔女拿著杏子的長槍，刺穿了曉美焰魔女結界的芎頂外牆。
因為從圓環之理得知世界重新構築前的所有真相，以及魔法少女同伴的來歷與苦惱，沙耶香對於自己生前的任性多少感到懊悔，並在捏造的見瀧原竭力彌補這些缺憾。除了與杏子同寢同食、一同戰鬥，與焰的關係也好多了。然而，焰在故事終盤奪取了圓的一部分力量，宇宙法則被再度改寫，沙耶香失去返回圓環之理的方法，遂重新以人（魔法少女）的身份在二度重組的世界生活。其後沙耶香挺身譴責焰的叛逆，但隨即遭到焰的反擊，沙耶香將逐漸流失過往的能力與記憶。
通學途中，以前的意中人恭介與情敵仁美，相偕出現在沙耶香的面前。往事已矣，沙耶香一面遮羞，一面百味雜陳地感慨「還能這樣互道早安，真是難以想像的幸福」。

### 魔法少女小圓 〜The different story〜
在外傳漫畫《魔法少女小圓 〜The different story〜》，美樹沙耶香比正篇故事更早締結契約，契機是為了解救巴麻美在「零食魔女」戰鬥中的危機。此外，也更早面臨恭介與仁美之間的三角關係。在失戀的陰影下，沙耶香違背自己的正義觀，目睹仁美被魔女襲擊時束手旁觀。隨之而來的罪惡感，讓沙耶香戰鬥時的注意力分散，因而導致麻美受傷。為了負責，沙耶香以「自己失去正義夥伴的資格，也沒有與麻美組隊的資格」為由解除合作關係。再加上恭介被鹿目圓告知其左手康復的真相，沙耶香基於「不想讓自己不好的地方被知道」的想法，陷入更大的苦惱，也讓靈魂寶石跟著混濁。
其後，沙耶香在與「影的魔女」戰鬥中處於下風，麻美即時現身，伸出援手。為了解開後輩的心結，麻美向沙耶香自陳「自己不是什麼正義的夥伴」，只是怕寂寞而已，只要能與沙耶香在一起，不做正義的夥伴也可以。然而此刻，沙耶香的靈魂寶石已經累積過多污穢，沙耶香在麻美的面前化身為魔女。
故事終盤，作為「人魚魔女」的沙耶香與佐倉杏子同歸於盡，但由於鹿目圓向丘比許願締結契約，魔法少女沙耶香復活，並與圓、曉美焰一同討伐「魔女之夜」。

### 魔法少女小圓［魔獸篇］
美樹沙耶香與巴麻美、佐倉杏子共同組成以麻美為首的3人團隊，討伐出沒於見瀧原的魔獸。與過去的時間軸相同，沙耶香面臨恭介與仁美之間的三角關係，並因而導致某次戰鬥發生失誤，讓團隊錯失消滅涅槃魔獸的時機。沙耶香出於自責，開始暗中獨自獵殺魔獸，並在短期內大幅提昇戰鬥力，甚至能與杏子匹敵。某天拌嘴時，杏子建議沙耶香「坐視魔獸侵蝕仁美的心智」但被立即拒絕。利己主義與正義感的衝突令2人決裂，在私鬥中，杏子意外發現沙耶香的靈魂寶石異常混濁。
由於魔獸專門獵食人類的正負面感情，情緒波動極大的沙耶香成為魔獸群起攻擊的標的。杏子在沙耶香自我放棄前解救了她，彼此冰釋前嫌後加入麻美的戰場。沙耶香在戰鬥中被涅槃魔獸吞噬，變身也被解除。在心智漸遭侵蝕之際，憶起許多往事的沙耶香向麻美、杏子道出遺言，發動全力一擊與魔獸同歸於盡（如原作最終話）。在神化型態的鹿目圓（圓環之理）接引下消失，成為「從未存在」的存在，只有魔法少女同伴仍記得她。
一個月後，某天夜裡，本來已不可能「知道沙耶香」的仁美，尾隨杏子追問沙耶香的下落。就在杏子決心吐實之際「沙耶香」卻突然現身了。不久後，眾人悉知，那其實是一種人形擬態外觀的魔獸。

### 魔法紀錄 魔法少女小圓外傳
學姐巴麻美失蹤之後，在鹿目圓和曉美焰的引導下來到了神濱市。一路追蹤魔力反應，來到記憶博物館，與「聖麻美」型態的、身為Magius之翼成員的麻美再會。救出不敵麻美的環彩羽和七海八千代之後，得知魔法少女的真相。受到打擊的同時，一邊圓、焰商量，誓言救出麻美。不久後，3人在見瀧原被阿莉娜·格雷關在結界裡。受到佐倉杏子協助、逃脫後，結隊攻入神濱，最終促使麻美復原，眾人匯合。在Hotel Fenthope（ホテル・フェントホープ）崩壞之後，與眾人對抗被Magius召喚到神濱市的最強魔女－魔女之夜。
在電視動畫版，進入記憶博物館與「聖麻美」交戰，身受重傷，幾乎喪命。最後，帶著八千代一同脫逃。

### 魔法少女小織
在外傳漫畫《魔法少女小織》中，美樹沙耶香與同班同學鹿目圓、曉美焰一同行動，在魔女結界中奮力逃生，親眼目睹圓遇刺身亡。此外，沙耶香對魔法的事情一無所知，也沒見過魔法少女，但在面臨使魔的攻擊時，展現了打算幫助焰的勇氣。

## 影響

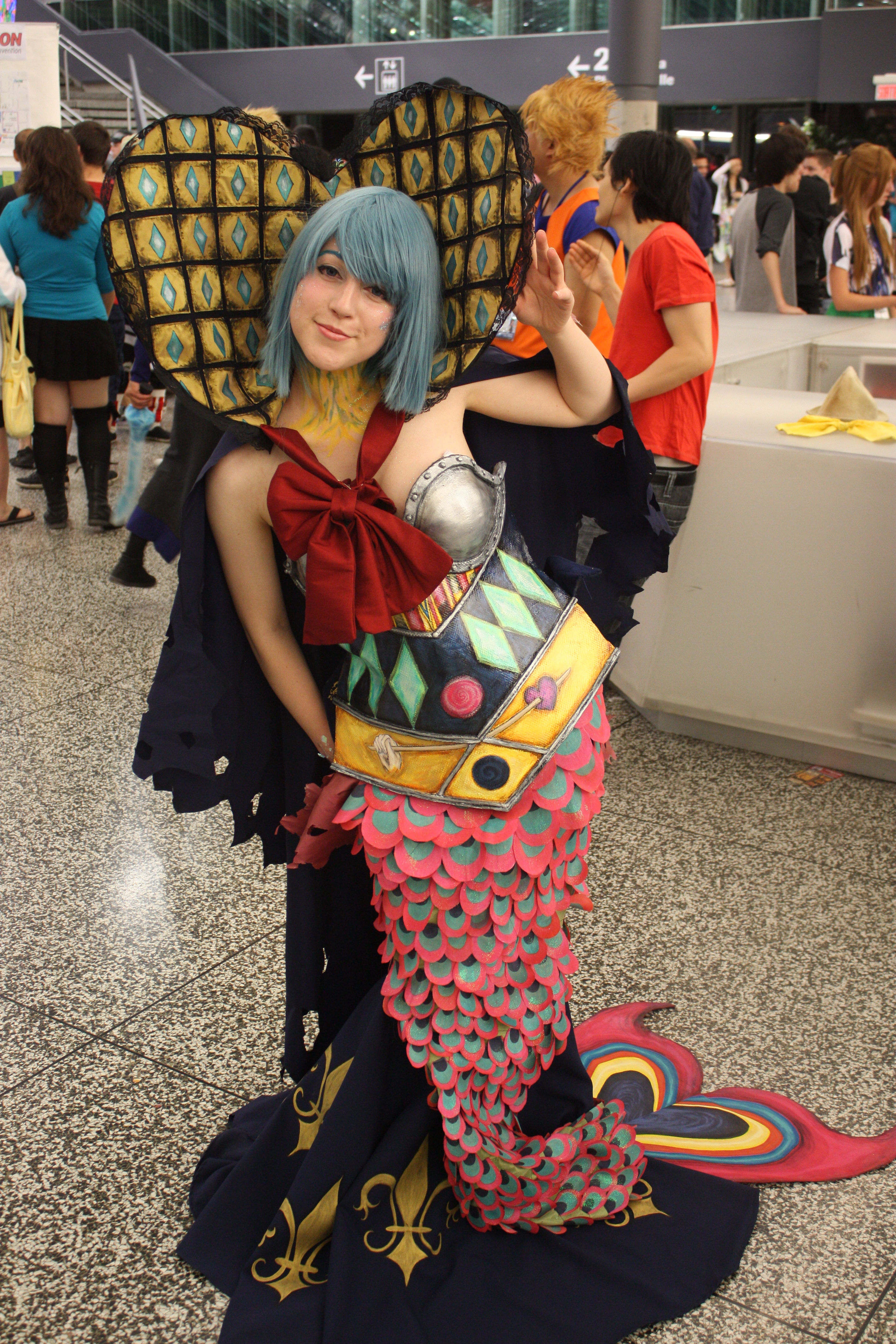
一名在加拿大扮演美樹沙耶香的cosplayer。

右為美樹沙耶香的cosplay。左為另一部魔法少女題材作品《守護甜心！》角色日奈森亞夢的cosplay

### 製作評論
製作人員認為美樹沙耶香個性積極、活潑並富有正義感，具有解決問題的行動力。另一方面，美樹沙耶香對於深信不疑的信念不容易被他人說服，也容易鑽牛角尖，被認為是不適合作為魔法少女的個性。
美樹沙耶香在重組後的世界為保護恭介的演奏而戰，最後依循圓環之理消失。編劇虛淵玄認為這是美樹沙耶香自身的願望所致。

### 人物評價
美樹沙耶香的精神崩潰是評論家的焦點所在。Ain't It Cool News的格林（Scott Green）形容她是一個「決定性」的角色。The Fandom Post網站的賽爾亞克（Kory Cerjak）將沙耶香與佐倉杏子同列為「悲劇人物」，他形容道「沙耶香不僅失戀，還自認為不如一般人，因其靈魂已脫離軀體。即使恭介喜歡她，她也不能接受自己，因為她是當不了人的魔法少女了」。來自THEM Anime Reviews的徹盧西（Jacob Churosh）則注意到日語版配音員喜多村英梨的演出 - 「沙耶香的致命的傲慢（dangerously brash）因喜多村而變得立體」。
（沙耶香的）悲劇是本劇的中心，這是一部強大而迷人的作品。（中略）為了換取她的願望與魔法少女的地位，沙耶香失去了她的人性。（中略）沙耶香不再是人 - 她犧牲一切，包括愛情在內的所有事情已完全不在她的掌握之中。 （中略）這個角色因其決定而受到了懲罰。她實際上在日漸萎靡，藏掖著黑化的靈魂，無論生死都已在完全崩潰的邊緣。沙耶香的絕望被如此有效地描繪，幾至不忍卒睹。看到她因讓靈魂分離而情緒失落，凡此帶來的真實影響 - 如果這一切環節沒有落實到位，這就不會是一部強而有力的故事，這正是本劇寫作品質的真實證明。——Zac Bertschy, Anime News Network.

### 相關活動
在日本，美樹沙耶香的表現收穫了一眾擁護者。她曾被秋葉原訪客票選為「七大藍髮動畫女傑」的第2名，2012年「最悲慘的動畫女性角色」第2名 。2014年Charapedia「最徒勞不幸的動畫角色」總排名第6（女性最高）。沙耶香還曾在2016年獲選「10大SHAFT女英雄」的第6名，以及同年Charapedia「最佳動畫魔法少女」票選的第9名。沙耶香也在日本網路論壇2ch舉辦的2011年動畫最萌大賽（アニメ最萌トーナメント）最終入圍八強。2013年晉身準優勝（第2名），2014年入圍四強（出現雙冠軍，致準優勝懸空）。
另外在為慶祝《劇場版 魔法少女小圓》上映而舉辦的角色名言前15名投票中，美樹沙耶香在第8話說的「我，真是個笨蛋……」與第4話的「奇跡與魔法，都是存在的」分別獲選為第2名與第7名。

美樹沙耶香之日
2013年開始，支持美樹沙耶香的日本觀眾將每年3月8日訂為「美樹沙耶香之日」，當天固定在大田區產業廣場PiO同人活動「Super Heroine Time」（スーパーヒロインタイム）結束後聚會。選擇這天的由來，是日語數字中「3」的音讀（さん）與「8」的訓讀（や）近似於「沙耶香」的諧音（さや）。

### 商品銷售與其他
美樹沙耶香身為魔法少女的主要角色之一，在《魔法少女小圓》的藍光光碟以及DVD光碟第3卷、第4卷以及第6卷的封面包裝中出現。許多與沙耶香相關的玩偶也陸續推出，其中主要設計人形玩偶的Good Smile Company分別推出過女性角色數款figma人偶與黏土人玩偶。在2012年時由Good Smile Company公布的銷售排行榜之中，黏土人模型排行第13位，figma人偶則是第10位。Amazon.co.jp公布的銷售排行榜之中，黏土人模型排行第13位，figma人偶則是第14位。

## 外部連結
- http://www.madoka-magica.com/tv/character/index.html （页面存档备份，存于）（日語）
- 互联网电影数据库（IMDb）上「美樹沙耶香 （页面存档备份，存于）」的资料（英文）
- 角色/美樹沙耶香 - KomicaWiki[永久]（中文）